# تجمع العودة الفلسطيني (واجب)
تجمع العودة الفلسطيني تجمع شعبي مستقل، انطلق في المخيمات الفلسطينية في سوريا، يسعى لإبراز قضية العودة بمستوياتها الشعبية والإعلامية والبحثية، والمطالبة بهذا الحق والدعوة إلى التمسك به انطلاقاً من رؤية (الوجوب) وعدم أحقية أي جهة بالتنازل عن حق العودة إلى الديار والممتلكات سواء أكان فرداً أو مجموعة سياسية أو دولية أو شعبية مهما كان.

## لماذا واجب؟
في ظل ما يتعرض له حق العودة من مؤامرات ومبادرات ومشاريع تستهدف خيار اللاجئ نفسه في رغبته أو عدم رغبته بالعودة كطريق لتصفية قضيتة بقرار اللاجئ نفسه، فلقد ارتأينا أن نؤكد أن العودة هي أكثر من حق فردي وإنما هي واجب شرعي وقانوني ووطني على كل فلسطيني منكوب، إذ لا يحق له التنازل أو التفريط ولا الاختيار قبل حصوله على حقه في العودة.

## أهداف واجب
1. ترسيخ رؤية (واجب العودة) في نفوس أبناء الشعب الفلسطيني اللاجئ في مختلف مناطق لجوءه.
2. رفع مستوى الوعي والإدراك لدى أبناء اللاجئين بحجم ومركزية قضية العودة كجوهر للقضية الفلسطينية.
3. فتح نافذة على هموم ومعاناة اللاجئ الفلسطيني من جوانبها النفسية والمعنوية والإنسانية المختلفة.
4. الوقوف كحالة شعبية في وجه المشاريع والمبادرات المشبوهة الهادفة إلى تصفية قضية اللاجئين وتمييعها.
5. العمل على صياغة موقف موحد داخل المخيمات الفلسطينية يجابه كل مشاريع التوطين ويتمسك بحق العودة انطلاقاً من رؤية الوجوب.

## الوسائل
1. الفعاليات الأكاديمية مثل المؤتمرات والأبحاث والدراسات التي تصب في دعم حق العودة.
2. الفعاليات الثقافية مثل (المحاضرات والندوات المفتوحة والأمسيات الشعرية).
3. الفعاليات الإعلامية مثل (الملصقات ووسائل الإعلام المقروءة والمسموعة والمرئية والإلكترونية والمطبوعة).
4. الفعاليات الشعبية مثل المهرجانات والمسيرات.

## أقسامه
- الإدارة العامة

وهي خاصة بإدارة التجمع مركزياً وكافة فروعه ولجانه في كل المخيمات من خلال هيئة إدارية مكونة من ستة أعضاء على الأقل.
- الإدارة التنفيذية

وهي معنية بمتابعة أقسام التجمع في المقر المركزي، يشرف على هذا القسم مدير تنفيذي يتبع له طاقم من الموظفين والمتطوعين.
- قسم الدراسات والأبحاث

إيمانًا من تجمع العودة الفلسطيني واجب بأهمية الإعداد العلمي لمرحلة التحرير والعودة أنشئ قسم الدراسات والأبحاث بالتزامن مع إطلاق المؤسسة عينها حيث يعتبر أحد أهم الأقسام المعنية بتوضيح ماهية حق العودة بشكل علمي وأكاديمي إلى جانب الأعمال الأخرى التي يمارسها التجمع على مختلف مستوياته سواء الشعبية أم الأكاديمية النخبوية.
يعتمد القسم في عمله على باحثين في قضايا اللاجئين وحق العودة من خلال التفرغ الدائم أو الجزئي أو الاستكتاب ويعمل القسم حالياً على إنشاء وحدة قانونية مختصة، وقد أصدر العديد من الدراسات والكتب.
ويهدف قسم الدراسات والأبحاث إلى وضع منهجية بحثية متكاملة لدراسة القرى الفلسطينية المدمرة ودراسات خاصة بالطفل الفلسطيني، وتعزيز ثقافة العودة وتعميق المعرفة بواقع المخيمات الفلسطينية بكافة الوسائل، ليتمكن اللاجئ من خلالها تحديد هويته، وتسليط الضوء على القضايا المحورية والطارئة في قضية اللاجئين وحق العودة، من خلال إجراء الأبحاث النظرية والميدانية الاقتصادية والسياسية والقانونية والاجتماعية والثقافية المتعلقة بقضايا اللاجئين الفلسطينيين ونشرها على نطاق واسع والتي بلغ عددها إلى الآن أكثر من 40 دراسة موجزة (مقالات علمية).
و يسعى القسم نحو تحقيق أهدافه من خلال إقامة الندوات والمؤتمرات العلمية والإشراف على حلقات النقاش المتصلة بقضايا اللاجئين وحق العودة، والمشاركة في المؤتمرات والندوات التي تقيمها مراكز البحوث والدراسات الفلسطينية والعربية والمؤسسات المختصة فيما يتعلق بقضايا اللاجئين وحق العودة على المستويات المختلفة التي تخدم قضايا وهموم اللاجئين. وكذلك يعمل لإعداد أرشيف معلومات فيما يتعلق بقضايا اللاجئين لأبرز الأحداث الفلسطينية وتقديمه كخدمة متميزة للباحثين وللهيئات المهتمة.
كما حرص على طباعة الكتب والإصدارات الإلكترونية التي تتناول كافة نواحي قضية اللاجئين لتكون بمثابة المرجع الأساسي للباحثين والمهتمين بهذا الجانب من جوانب القضية الفلسطينية. 

### أبرز إصدارات القسم

#### الكتب
·      أوراق حلقة نقاش اللاجئون الفلسطينيون في سوريا
·      قرية غوير أبو شوشة.
·      الواقع الصحي لمخيمات اللاجئين الفلسطينيين في سوريا.

#### الدراسات والأبحاث
·      المخيمات الفلسطينية بين مشاريع التصفية وحلم العودة.
·      توطين اللاجئين الفلسطينيين في العراق.
·      بروتوكول الدار البيضاء بين النظرية والتطبيق.
- قسم الإعلام

يرى تجمع العودة الفلسطيني (واجب) بأن غياب طرح موضوع حق العودة من قبل وسائل الإعلام ومن قبل الصحفيين والسياسيين سيؤدي لغيابه تدريجيا من العقلية العالمية بل والإسلامية والعربية والفلسطينية. وبالتالي فالمطلوب من الفلسطينيين أصحاب القضية أكثر من أي وقت مضى إحياء حق العودة وبث روح الحياة فيه عبر تعزيز وجوده المستمر في وسائل الإعلام وجعل هذا الحق ثقافة متداولة.
ولعلنا ندرك أهمية دور الإعلام من خلال شواهد كثيرة، ولذلك لابد من بقاء حق العودة متقداً مشتعلاً في القلوب والعقول يتوارثه الأجيال. وتتضامن معنا من أجله الأمم والشعوب الحرة، ولا يتأتى ذلك إلا بالأخذ بالوسائل والأسباب وأهمها هو الإعلام، وبناء عليه فأن تجمع العودة الفلسطيني عمد إلى إقامة شبكة من العلاقات الإعلامية الواسعة مع جميع وسائل الإعلام في سوريا والبلدان العربية والعالم، والهدف من تلك الشبكة خدمة القضية الفلسطينية وترسيخ مفهوم حق العودة في أذهان اللاجئين وذلك من خلال :
موقع (واجب) الإلكتروني :

يعمل تجمع (واجب) على تحديث صفحته الإلكترونية بشكل يومي تحت عناوين متعددة كلها ذات صلة بموضوع اللاجئين، ويضم الموقع أرشيفاً كاملاً لأنشطة واجب منذ الانطلاقة وحتى الآن، كما يرصد الموقع أخبار اللاجئين وحق العودة وكل جديد حول هذا الموضوع.
وتجدر الإشارة هنا أن موقع تجمع واجب الإلكتروني قد حاز ضمن التصنيف العالمي للمواقع (أليكسا) على الترتيب الثاني في العالم بين المواقع المختصة بقضية اللاجئين الفلسطينيين.

ويضم الموقع العناوين التالية:
1: أخبار اللاجئين الفلسطينيين             2: اللاجئون في سوريا

3: بيانات صحفية.                    4: دراسات وأبحاث.

5: تقارير وملفات.                    6: مقالات وآراء.

7: وثائق تاريخية.                             8: التاريخ الشفوي.

9: البرنامج الإذاعي.                                  10: ألبوم الصور.

11: صوتيات ومرئيات.

·               البرنامج الإذاعي

برنامج إذاعي أسبوعي حواري، يسلط الضوء على مضامين مهمة تندرج تحت عنوان واحد هو حق عودة اللاجئين الفلسطينيين إلى ديارهم وممتلكاتهم، عبر استضافته الأدباء والكتّاب والمهتمين بقضية اللاجئين وذلك لتحليل آخر المستجدات والأخبار على الساحة فيما يتعلق بقضية اللاجئين وحق العودة، وقد بلغ عدد ساعات بثه أكثر من 200 ساعة خلال الخمس سنوات الماضية كان لها الأثر الفاعل في توعية اللاجئين الفلسطينيين وترسيخ مفهوم حق العودة لديهم.

#### إصدارات إلكترونية
أصدر تجمع العودة الفلسطيني (واجب) أول قرص تفاعلي يضم أضخم موسوعة من صور القرى والمدن الفلسطينية بعنوان (هوية وطن)، الذي امتاز بسهولة استخدامه وتلقائية العرض الصوري فيه المصاحب للأهازيج والأناشيد الوطنية، كما اشتمل على نبذة تاريخية وجغرافية عن كل مدينة رئيسية من مدن فلسطين، بالإضافة إلى خارطة مفصلة لكل قضاء.
كما أصدر تجمع (واجب) أصدر فيلماً بعنوان (فوق الألم)، يروي الفيلم حالة الإبداع لدى مجموعة من الأطفال من ذوي الاحتياجات الخاصة الذين يعيشون بمخيمات اللجوء في سوريا، حيث يظهر الفيلم أنه بالإرادة والتصميم وتحدي الصعاب يمكن للإنسان أن يتغلب على واقعه وظروفه.

ومن جهته أخرى أصدر تجمع (واجب) ألبومه الصوتي الأول بعنوان «مشتاق» للمنشد الدكتور باسم السويركي، ويحوي الألبوم على ثمان قصائد من كلمات ثلة من الشعراء وألحان العديد من الملحنين الملتزمين. أما الألبوم الصوتي الثاني الذي أصدره تجمع (واجب)  هو «حن الوطن » أداء المنشد عبد الفتاح عوينات، ويحوي الألبوم ثمان قصائد من كلمات ثلة من الشعراء وألحان مجموعة من الملحنين الملتزمين. ويذكر أن كلمات القصائد تناولت في طياتها الشوق والحنين إلى فلسطين مؤكدة على أهمية العودة إلى ثرى الوطن.
- قسم التوثيق التاريخ الشفوي

الرواية الفلسطينية… الذاكرة الحية… تاريخ الحياة… المأساة… التمسك بحق العودة… غياب وضياع الأرشيف والوثائق الفلسطينية بعد النكبة… رواية الفئات المهمشة… هي عناوين من صلب عمل قسم التوثيق والتاريخ الشفوي في تجمع العودة الفلسطيني (واجب)، فإيماناً منه بأن كتابة التاريخ الفلسطيني الحديث والمعاصر، كانت وما زالت، شكلاً من أشكال مقاومة التشويه الذي يتعرض له الشعب الفلسطيني، وانطلاقاً من الحاجة الماسة لصون وحفظ الذاكرة الوطنية الجماعية الفلسطينية من الضياع، بدأ قسم التوثيق والتاريخ الشفوي في تجمع (واجب) عمله تحت شعار (سباق مع الزمن) إذ أن كثيرا من شهود النكبة وشهود الأحداث الفلسطينية قد وافتهم المنية، من أجل ذلك عمل على تنشيط الذاكرة الفلسطينية وإحياء القرى المدمرة، وكتابة رواية فلسطينية عربية عن النكبة، وخلق تواصل اجتماعي بين أبناء القرى الفلسطينية، والعودة إلى جذور العائلات الفلسطينية، وتوثيق الجريمة الصهيونية بكافة أشكالها، وتوثيق السيرة الذاتية لرجالات فلسطين بكافة شرائحهم وتخصصاتهم.
إنجازات خمس سنوات:
```
خلال الخمس سنوات الماضية، من عمر التجمع وعمر قسم التوثيق والتاريخ الشفوي تم إنجاز المئات من لقاءات شهود النكبة، والعمل على استثمارها في أكثر من صعيد. 
```

·على صعيد لقاءات شهود النكبة:
```
البداية كانت متواضعة اُستخدمت فيها الأجهزة البسيطة للتسجيل مع شهود النكبة،  ثم تطور العمل بعد ذلك ليشهد توسعاً كبيراً من خلال تعاون لجان تجمع (واجب)  المنتشرة  على امتداد المخيمات الفلسطينية في سوريا، حيث استطاع القسم تصوير  أكثر من 325 لقاء شملت معظم القرى التي ينحدر منها أبناء الشعب الفلسطيني في سوريا، ثم انتقل العمل بعد ذلك إلى مرحلة أكثر حرفية، فأصبح لدى القسم كاميرا تلفزيونية ومصور محترف ومحاور مدرب، أنجز حتى اليوم أكثر من 350 لقاء تجاوزت مدتها 600 ساعة تسجيل.
```

```
للاستثمار في قسم التوثيق والتاريخ الشفوي أوجه عدة منها ما هو مسموع ومنها ما هو مقروء ومنها ما هو مرئي، فقد تم بث بعض اللقاءات مع شهود النكبة  عبر البرنامج الإذاعي (حق العودة) الذي يذاع على أثير 
إذاعة القدس
، وقد عمل القسم على نشر أكبر كم ممكن من اللقاءات التي أجراها مع شهود النكبة من خلال نشر أكثر من 30 لقاء في مجلة العودة الشهرية، وما يزيد عن 40 لقاء في موقع واجب الإلكتروني، إضافة إلى إصدار كتابين عن القرى الفلسطينية المدمرة هما قرية 
غوير أبو شوشة
 و
قرية حطين
، ويوجد عدد من العناوين الأخرى قيد الإنجاز حالياً. كما يسعى القسم حالياً لإنجاز مجموعة من الفواصل التلفزيونية تحت عنوان (سأعود يوما).
```

·يوم القرية الفلسطينية:

تفرد تجمع (واجب) بإطلاق نشاط (يوم القرية الفلسطينية) وذلك لترسيخ مفهوم وجوب حق العودة إلى فلسطين، وللتذكير بالقرى الفلسطينية التي دمرها الكيان الصهيوني وشرد أهلها وطردهم منها، ولتشكل جسراً يربط بين الأجيال المتعاقبة من أبناء القرية ولتظل قرى فلسطين حيّة في قلوب أبنائها رغم مرارة الفراق وآلامه.

الجدير ذكره أنه خلال الأعوام الخمس الماضية بلغ عدد الأنشطة المقامة لإحياء يوم القرية الفلسطينية من قبل قسم التوثيق والتاريخ الشفوي في تجمع (واجب) 19 يوم قرية، تضمن فيها تاريخ القرية ولقاء لشهود النكبة وتكريمهم، وعرض فيلم عن القرية قبل النكبة وبعدها ومعرض للصور يُذكر أبناء القرية بقريتهم ويرسخ في أذهانهم وقلبهم حب فلسطين.
- قسم العلاقات العامة

تعتبر العلاقات العامة عصب وروح أية مؤسسة في التواصل مع الآخرين لإعطاء فكرة واضحة عن النشاطات  والأهداف التي يسعى لتحقيقها، ولكسب تأييد ومؤازرة الأفراد والمجتمع، فقد تم إعطاء الأولوية لقسم العلاقات العامة لدية حيث فتح أبوابه مشرعة للتعامل مع جميع المؤسسات المدنية والأهلية بما يصب في خدمة القضية الفلسطينية والعمل على نشر ثقافة حق العودة وعودة كافة اللاجئين الفلسطينيين إلى ديارهم التي أخرجوا منها عام 1948، وبناء على ذلك فقد صنف شبكة العلاقات العامة ضمن سياقاتها الخاصة وحسب أولويات العمل، وفتح آفاق عمله على كل المستويات فأنتج مستو عال من التفاهم والتفاعل والحضور فيها جميعا.
خمس سنوات نسج للعلاقات هدفها خدمة اللاجئ الفلسطيني

نمت العلاقات العامة كمفهوم إداري وعمل مؤسسي سريعا في الخمس سنوات المنصرمة من عمر التجمع، وكان ذلك نتيجة حتمية لتطورات عمل (واجب)، وأصبح قسم  العلاقات العامة أحد أهم مقومات التجمع وتطوره ونموه، فقد تواصل تجمع العودة الفلسطييني (واجب) مع كافة المؤسسات ووسائل الإعلام، وخلق علاقة إيجابية معهم، وعمل على تصحيح المفاهيم أو المعلومات الخاطئة ــ بالنسبة لقضية اللاجئين ــ  بخطاب علمي إنساني يميل إلى فتح الحوار الهادئ البعيد عن الاختلاف، والتبرم من الرأي الآخر، وبالمقابل عمل على دعم التوجهات الإيجابية، وحـث المجتمع على دعمها وربطها بقضاياه المختلفة، وشبكها في جميع الاتجاهات وعلى كافة الصعد.
فعلى صعيد لجان العودة: ثبت التجمع حضوره ضمن لجان حق العودة كمؤسسة أولى على الساحة السورية وانخرط في جميع الأطر الجماعية وكان له موقع الريادة فيها. ومن هذه الأطر :المجلس الفلسطيني من أجل العودة ميثاق، واللقاء المشترك للجان العودة في سورية، والائتلاف الفلسطيني من أجل العودة في سورية. وامتدّ التجمع بعلاقاته إلى خرج سورية ليبني جسورا مع لجان حق العودة الفلسطينية في لبنان والأردن واليمن وليبية ولندن وقطاع غزة (منظمة ثابت ومنظمة عائد، ومركز العودة........................الخ).
أما على صعيد فصائل العمل الوطني الفلسطيني: تميزت علاقات التجمع مع كافة الفصائل الفلسطينية بالانفتاح والاستماع للآخر، وحظي التجمع باحترام الجميع والالتقاء على ما يجمع والابتعاد عما يفرق، مع الاحتفاظ بالثابت الفلسطيني، الذي لا يشوبه شائبة، ولا يخضع لتأويل، خاصة في حق عودة اللاجئين الفلسطينيين إلى أراضيهم المحتلة عام1948.
وعلى الصعيد الرسمي في الجمهورية العربية السورية: حقق  التجمع خلال السنوات الخمس من عمره، لقاءات هامة على الصعيد الرسمي السوري، فقد تم اللقاء بوزراء ونواب وزراء وأعضاء قياديين في سوريا، وعلى سبيل المثال لا الحصر: تم لقاء معالي وزير الإعلام د.محسن بلال، ولقاء آخر مع معالي وزير المغتربين الوزير جوزيف سويد، ولقاء بنائب وزير الثقافة د.علي القيّم، وتوجت تلك اللقاءات بلقاء الهيئة الإدارية في التجمع بنائب الرئيس السوري الدكتورة نجاح العطار.
كما كان التجمع حريصا كل الحرص، ببناء علاقات طيبة مع الهيئة العامة للاجئين الفلسطينيين العرب بصفتها المرجع الأول للاجئين الفلسطينيين العرب في سورية.
وأخيرا من خلال المؤتمرات التي أقامها التجمع، والتي دعي إليها، أعضاء هيئتها الإدارية، حقق تجمع (واجب) من خلال قسم العلاقات العامة تواصلا جيدا، مع المئات من الشخصيات الأكاديمية، والاجتماعية والسياسية، مما أتاح له التعريف بواجب والتعرف على المؤسسات الأخرى وتجاربها في أكثر من مجال.
- المكتبة الفلسطينية الجامعة

وهي مكتبة فلسطينية متخصصة تتبع أحدث طرق التصنيف والفهرسة للكتب، توفر قاعات مطالعة ضمن اجواء هادئة، كما تقدم الخدمة لطلبة الجامعات خصوصاً في مرحلة الدراسات العليا في تخصصات العلوم الإنسانية، تتهيأ المكتبة للانطلاق خلال فترة النصف الأول من عام 2012.

## البيان التأسيسي
بعد مرور ثمانية وخمسين عاماً على نكبة شعبنا الفلسطيني وتهجيره من دياره واقتلاعه من أرضه ووطنه وفي أجواء الذكرى التاسعة والخمسين لقرار التقسيم الظالم (181) الذي خالفت فيه دولة الانتداب (بريطانيا) القانون الدولي حين سحبت حقوق الدولة المنتدبة لصالح طرف ثالث، في هذه الأجواء لا يزال الشعب الفلسطيني متمسكاً بحقه في العودة إلى دياره وممتلكاته مسقطاً بذلك النظريات الصهيونية القائلة بنسيان الشعب الفلسطيني لأرضه بمرور الزمن.
إن ما يلفت النظر أمام قضية اللاجئين الفلسطينيين التي تعد أكبر وأقدم قضية سياسية على طاولة الأمم المتحدة ذلك الموقف الدولي المنحاز للموقف الصهيوني الذي ضرب بعرض الحائط كل الشرائع السماوية والقانونية والأعراف الحقوقية والإنسانية التي تمنح الفلسطيني أبسط حقوقه في العودة إلى دياره وأرضه. وقد أضحى هذا الموضوع أدهى وأخطر مما كان عليه في السابق بعد توقيع اتفاقية أوسلو عام 1993 وما رافقها من بنود معلنة وغير معلنة حيث جعلت من قضية اللاجئين قضية مؤجلة في أحسن الحالات، فيما اتضح بعد ذلك أن التأجيل لا يعني إلا الإلغاء، كل هذا في الوقت الذي كان فيه شعبنا يقدم آلاف الشهداء والجرحى والأسرى على طريق عودته المظفرة، ولم يقف الأمر عند هذا الحد بل جاء الاستهداف لهذا الحق بأشكالٍ مباشرة وغير مباشرة من خلال مبادرات ودعواتٍ مشبوهة ة كان أخطرها ما سمي بوثيقة (جنيف – البحر الميت) في 1 كانون الأول (ديسمبر)2003م والتي فرطت تفريطاً واضحاً وعلنياً بحق العودة فضلاً عن كثيرٍ من التصريحات الرسمية ذات المستوى العالي لمسؤولي السلطة التي تقفز عن هذا الحق بل وتعتبره عقبة في وجه تحقيق السلام. إن كل ما تقدم لا شك أنه خلق حالة من الضيق لدى أبناء اللاجئين وبنفس الوقت ولّد حالة من النهوض السلوكي لدى تيارات سياسية ومدنية وأهلية في مجتمع اللاجئين عبر منافيه المختلفة من خلال لجان ومؤسسات ومراكز تدافع عن حق العودة كحق تاريخي مقدس.
ومن هذا المنطلق فإننا نعلن عن تشكيل تجمع العودة الفلسطيني (واجب) إطاراً جماهيرياً مستقلاً في سوريا التي مثلت نموذجاً يحتذى به في طريقة التعامل مع القضية الفلسطينية عموماً وقضية اللاجئين الفلسطينيين خصوصاً، كما نعتبر أنفسنا إطاراً متفاعلاً مع لجان حق العودة في سوريا ومجهوداً متكاملاً مع مجهودهم السابق وغير متناقض معه في ظل ظاهرة تعدد اللجان المدافعة عن حق العودة والتي نعتبرها ظاهرةً صحية لما تمثله من موقف وثقافة داعمة لهذا الحق، كما أننا نتفاعل مع كل المؤسسات واللجان والمراكز التي تخدم قضيتنا في كل أنحاء العالم ومع كل الشرفاء والمدافعين عن ماضينا وحاضرنا ومستقبلنا والواقفين في وجه المؤامرات التي تستهدف حقوق اللاجئين وترمي لتمييعها، كما نعلن نحن تجمع العودة الفلسطيني (واجب) أننا شكل من أشكال الدفاع عن حق العودة، ننطلق من رؤية (الوجوب) في الدفاع عن حقوقنا منكرين أي شكلٍ من أشكال التنازل عن هذا الحق لأي جهةٍ مهما كان تمثيلها وحجمها الشعبي أو السياسي، وندعو لتنفيذ بنود الميثاق العالمي لحقوق الإنسان مؤكدين على أن القرارات الدولية المتعارضة مع بنود هذا الميثاق تعتبر خرقاً للقانون الدولي، ونرفض موقف المجتمع الدولي الذي يكيل بمكاييل عدة تصب في صالح الموقف الصهيوني.
كما أننا نرى بأن منظمة التحرير الفلسطينية يمكن أن تمثل اللاجئين الفلسطينيين في الدفاع عن حقهم في العودة إلى ديارهم وممتلكاتهم بعد إعادة هيكلتها وإعادة تشكيل المجلس الوطني الفلسطيني على أساس الانتخاب المباشر والذي يضمن حقوق مختلف الأطياف داخل الساحة السياسية الفلسطينية، ونؤكد على أن مشروع الوحدة الوطنية هو السبيل للنهوض بأهدافنا والسير نحو غايات التغيير المنشود. وإننا ندعو كافة أبناء شعبنا الفلسطيني البطل إلى التمسك بحقه في العودة إلى دياره وممتلكاته ورفض كافة أشكال المساومة عليه، ومعاً نحو حركة شعبية متينة للاجئين الفلسطينيين في مختلف مناطق تواجدهم على طريق العودة إلى قرانا ومدننا وبيوتنا في فلسطين التاريخية.
دمشق في 19 تشرين الثاني (نوفمبر) 2006م

## إصدارات وأعمال التجمع
أصدر التجمع كتاب الموقف الإسرائيلي من قضية اللاجئين، وكتاب دليل فلسطين، وكتاب أدب العودة
عقد التجمع مؤتمره الأول بتاريخ 21\12\2008 بعنوان آفاق في قضية اللاجئين وحق العودة في الذكرى الستين للنكبة، كما نفذ عشرات المحاضرات والندوات والمعارض والمسابقات والمهرجانات التي تعزز ثقافة التمسك بحق العودة
للتجمع 16 فرعاً في جميع مخيمات وتجمعات الفلسطينيين في سوريا.

## وصلات خارجية
الموقع الإلكتروني